# Caracalla
Pour les articles homonymes, voir Bassianus et Caracalla (homonymie).
Marcus Aurelius Severus Antoninus Augustus, nom de règne de Lucius Septimius Bassianus, dit Caracalla, né le 4 avril 188 à Lugdunum (Lyon) en Gaule et mort assassiné le 8 avril 217 près de Carrhae (actuelle Harran) en Syrie, est un empereur romain de la dynastie des Sévères qui règne de 211 jusqu'à sa mort.
Succédant à son père Septime Sévère, il règne dès lors dans la violence. Il commence par faire assassiner Geta, son jeune frère et cohéritier. Il exerce une répression sanglante contre les habitants d'Alexandrie et est aussi connu pour les massacres qu'il ordonne, tant à Rome qu'ailleurs dans l'empire.
Sur le plan intérieur, Caracalla se fait connaître plus favorablement par la construction des thermes qui portent son nom, parmi les plus grands de Rome, par l'introduction d'une nouvelle monnaie romaine, l'antoninien, et par l'édit qui donne le droit de cité à tous les hommes libres de l'empire.
Admirateur d'Alexandre le Grand et apprécié des soldats, dont il augmente la solde, il mène campagne contre les Germains et contre les Parthes. Il meurt assassiné lors d'un attentat organisé par son préfet du prétoire, Macrin, au moment où ils préparent une campagne contre les Parthes. Macrin prend sa succession le 11 avril, mais ne la conserve qu'un peu plus d'un an, vaincu par un Sévère, qui reprend le nom d'empereur de Caracalla, Marcus Aurelius Antoninus (dit Héliogabale).
Les sources anciennes dépeignent Caracalla à travers l'image tenace d'un despote et d'un chef cruel. Les œuvres modernes continuent de dépeindre Caracalla comme l'un des dirigeants les plus brutaux de l'Empire romain.

## Origines familiales et noms
Caracalla nait le 4 avril 188 à Lyon (Lugdunum), où son père est légat de la province de Lyonnaise, une des trois provinces créées par Auguste dans la Gaule conquise par César.
Les origines de son père Septime Sévère (146-211) restent controversées : pour certains chercheurs, les Septimii sont une famille carthaginoise romanisée ayant obtenu le droit de cité de longue date ; pour d'autres, il s'agit d'une gens romaine qui a émigré en Afrique après la destruction de Carthage en 146.
Sa mère, Julia Domna (160-217), est issue d'une dynastie de rois-prêtres qui règne sur Émèse (actuelle Homs) depuis 64 av. J.-C. (jusqu'en 254), dont plusieurs femmes se sont déjà liées aux classes dirigeantes de l'Empire romain. Elle a des ascendances syriaques (syrienne et palmyrénienne). Julia Domna est la principale matriarche[pas clair] de la dynastie des Sévères.
Le nouveau-né reçoit le prénom de Lucius, le nom de gens de son père (Septimius) et le cognomen de son grand-père maternel, Bassianus.
Il a un frère cadet, né en 189 à Rome ou à Milan, qui est nommé Publius Septimius Geta, comme leur grand-père paternel (110-171) et comme leur oncle (?-204), frère aîné de Septime Sévère.
Le sobriquet « Caracalla », qui lui est attribué beaucoup plus tard par les soldats, est lié à un vêtement appelé caracallus, type de manteau gaulois à capuche et manches longues dont il aime se revêtir.
En avril 193, Septime Sévère devient empereur après les courts règnes de Pertinax et de Didius Julianus, à la suite de la mort par assassinat de Commode le 31 décembre 192.
Le 27 mai 196, le jeune Lucius reçoit le titre de César et est renommé Marcus Aurelius Antoninus, afin de marquer une continuité avec la dynastie des Antonins, qui a régné de 96 à 192.

## La conquête du pouvoir

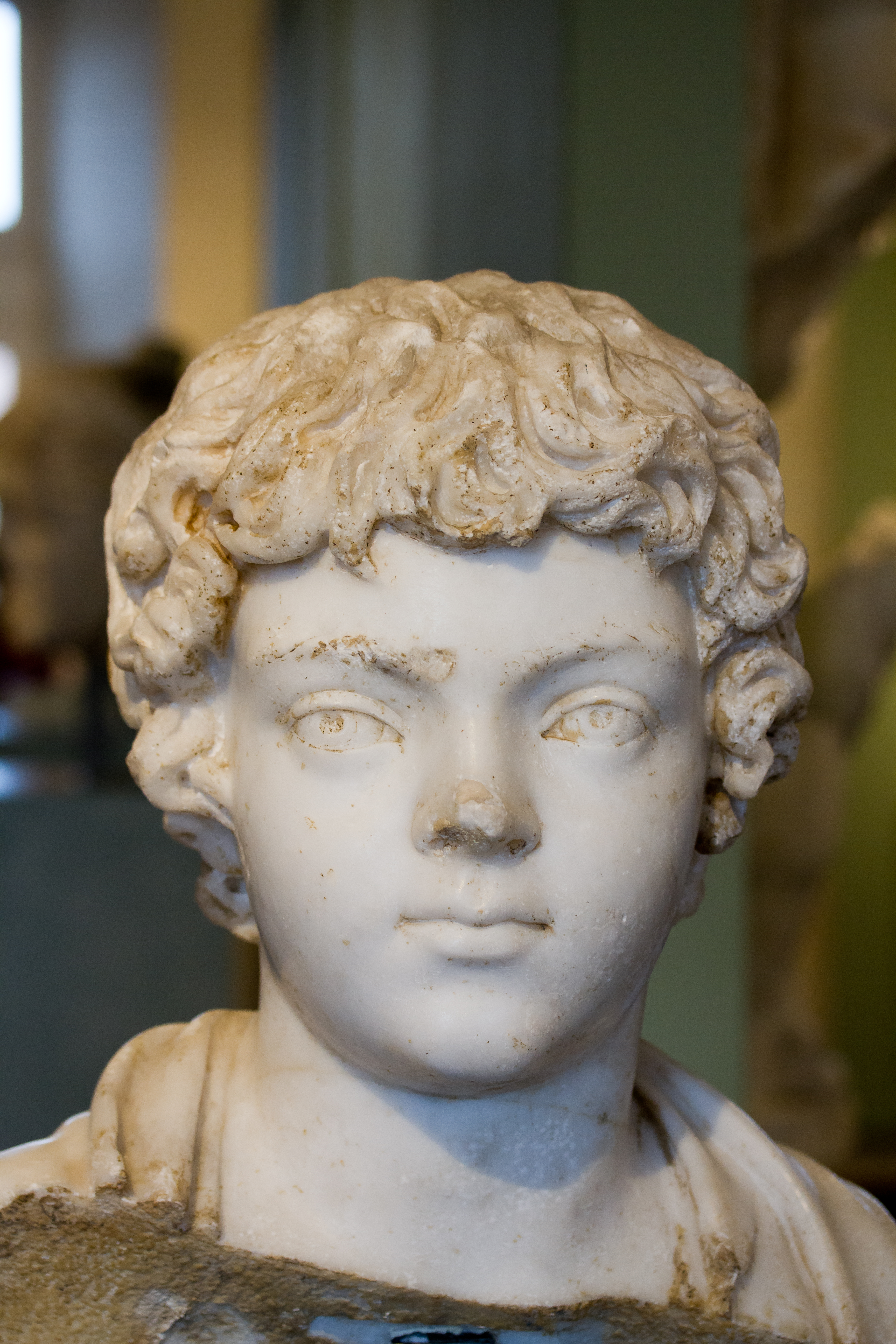
Caracalla enfant (musée Saint-Raymond, Toulouse).

Caracalla jeune - IIe siècle après J.-C. Musée archéologique national de Venise

L'empereur Septime Sévère associe au trône ses fils, Caracalla en avril 198 et Géta en 209, en les nommant Augustes. À la mort de Septime Sévère en 211, ses soldats tiennent à respecter son testament, obligeant Caracalla à partager le pouvoir avec son frère Publius Septimius Geta. Une fois la paix revenue, l'armée démobilisée, et la famille impériale de retour à Rome, d'un coup de glaive dans la gorge il fait assassiner son frère Géta réfugié dans les bras de leur propre mère, Julia Domna, qui tentait probablement de les réconcilier. Devant les prétoriens puis devant le Sénat, il justifie sa conduite en prétextant un complot qu'aurait fomenté son frère. Il élimine également d'autres rivaux comme son cousin Caius Septimius Severus Aper, le neveu de Commode et petit-fils de Marc Aurèle Lucius Aurelius Commodus Pompeianus ainsi que le fils de l'éphémère empereur Pertinax.
Caracalla ordonne ensuite au Sénat de prononcer la damnatio memoriæ de Géta : il fait effacer le nom de son frère des monuments de Rome et interdit même, sous peine des pires supplices, que le nom de son frère soit prononcé en sa présence. Plus rien ne doit évoquer son existence.
Il se livre ensuite à une série de meurtres systématiques (20 000 selon Dion Cassius), ayant pour cible les amis, les relations et les partisans de Géta, ou de possibles compétiteurs (dont un petit-fils de Marc Aurèle, Pompeianus, dernier enfant de Lucilla). De nombreux assassinats visent de hauts membres d'une élite, déjà restreinte, dont des fonctionnaires et des administrateurs de talent, ainsi que des juristes et des économistes. Ainsi, les impôts et autres ressources fiscales sont moins contrôlés, ce qui favorise la corruption et les fraudes, et qui a pour conséquence d'affaiblir encore plus le pouvoir impérial.

## Le règne

### La politique intérieure

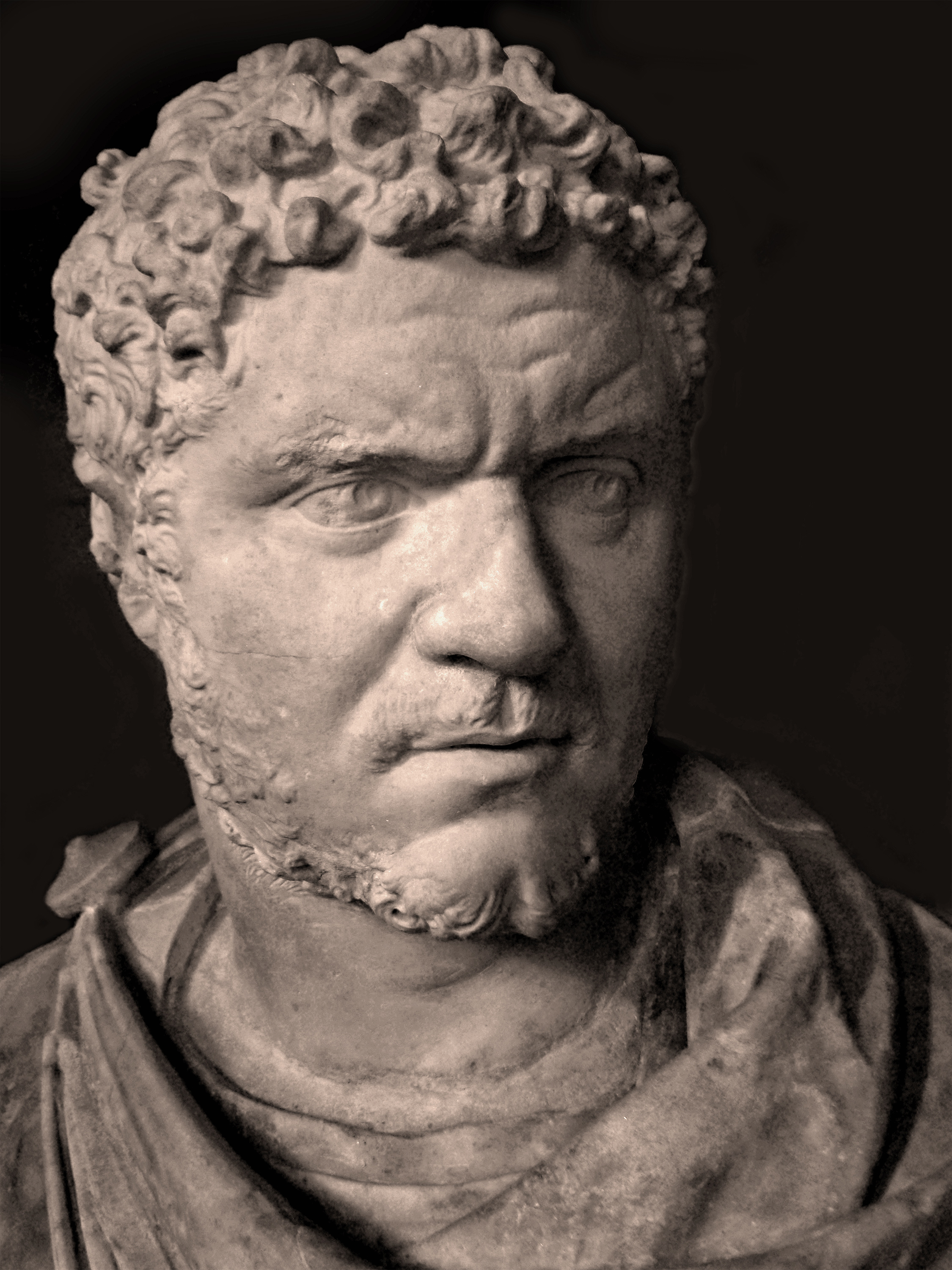
Ce portait officiel, diffusé dans tout l'Empire, semble refléter pour la première fois une émotion (agressivité, colère). Détail d'un buste (musée du Louvre, Ma1106).

Sa politique intérieure, inspirée par sa mère et les juristes de son père, ne diffère guère de celle de Septime Sévère, avec des aspects plus égalitaires. Il est difficile de préciser quel est son rôle personnel et l'on a tendance, comme aux temps de Néron ou de Commode, à attribuer le meilleur à ses conseillers et le pire à lui-même. D'une manière générale, Julia Domna dirige les affaires intérieures et administratives et laisse à son fils la conduite de la guerre.

### Identification à Alexandre le Grand
Caracalla est réputé pour la grande admiration qu'il voue à Alexandre le Grand au point de s'identifier au conquérant macédonien, se déclarant le « nouvel Alexandre ». À Alexandrie, il rend hommage au tombeau d'Alexandre — qu'il avait probablement déjà visité en accompagnant son père Septime Sévère — où se trouve le corps momifié qu'il recouvre de son manteau impérial avant de le faire fermer définitivement après son passage.
Il constitue une armée de plus de 16 000 hommes équipés comme les anciens phalangites macédoniens baptisée « phalange d'Alexandre », ainsi qu'un « bataillon laconien de Pitana » constitué de jeunes Spartiates. Il remporte plusieurs victoires contre les Parthes, les « nouveaux Perses », permettant l'annexion de l'Osroène. Lors de cette campagne en Orient, lui-même s'habille en vêtements macédoniens et demande à ses généraux de prendre le nom des généraux d'Alexandre.

### Les massacres d'Alexandrie

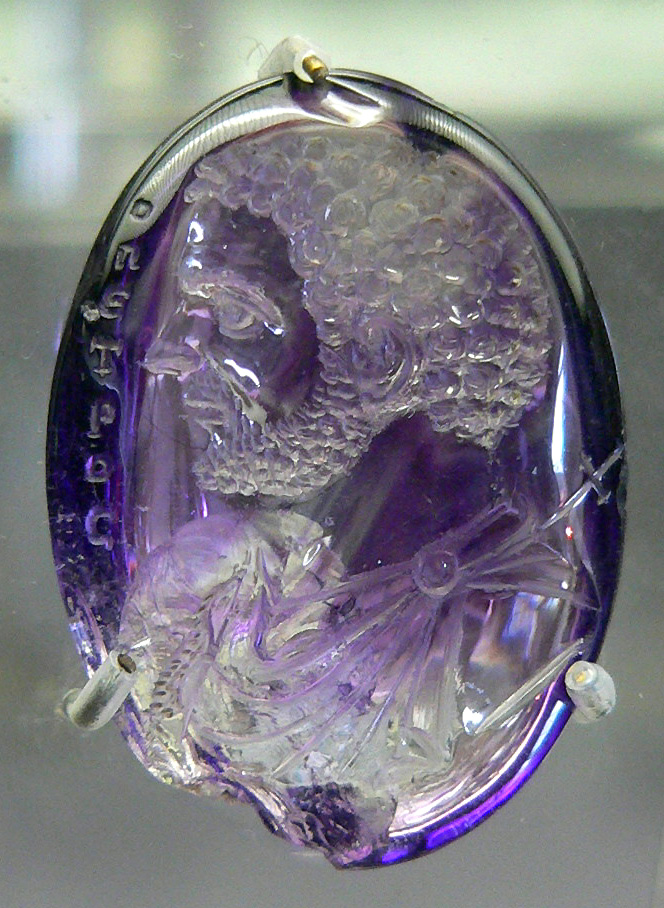
Intaille figurant Caracalla.

Le déplacement de Caracalla à Alexandrie de décembre 215 à avril 216 est, malgré un accueil somptueux réservé par les Alexandrins, l'occasion de plusieurs massacres au sein de la population locale. Les raisons n'en sont pas claires : ils sont peut-être motivés par la préférence affichée de la population locale pour son frère Géta ou encore par les émeutes ayant précédé sa venue.
Mais l'empereur, d'une susceptibilité maladive, semble également avoir été l'objet d'une satire et de moqueries de la population pour son identification à Alexandre ou encore pour sa petite taille.
Un premier massacre concerne une délégation religieuse venue à sa rencontre, que l'empereur a peut-être considérée comme une ambassade alexandrine alors qu'il avait interdit toute ambassade depuis 213. Selon Hérodien, l'empereur lâche ensuite ses troupes sur la ville, qui la mettent à sac, se livrant à un massacre si épouvantable « que les flots de sang, traversant l'esplanade, allèrent rougir l'embouchure, pourtant très vaste, du Nil ». Un second massacre concerne les petits entrepreneurs de la ville, qui n'avaient pas livré à temps des statues de l'empereur. Enfin, un troisième massacre, qui prend place au printemps 216, concerne la jeunesse alexandrine, qui s'était moquée des prétentions de Caracalla à s'identifier à Alexandre et à se travestir à l'effigie de l'illustre conquérant. Ces massacres sont en outre accompagnés d'un édit de 215 qui ordonne l'expulsion massive des autochtones de la ville.
Le bilan de ces massacres est difficile à évaluer et varie d'un historien à un autre ; peut-être 15 000 morts. Le chiffre de 100 000 morts a aussi été avancé. Les massacres ne touchent pas que la ville d'Alexandrie, mais aussi sa banlieue, les villages alentour et l'ensemble du delta du Nil. Ce sont surtout l'élite et les intellectuels d'Alexandrie, de culture grecque, qui sont décimés. Caracalla, qui s'identifie à Alexandre, en détruit ainsi l'héritage : de nombreux monuments ou édifices sont démolis. L'histoire d'Alexandrie est oubliée, sans transmission au reste de la population, de telle sorte que, par exemple, vers 300 on n'arrive plus à situer où est le tombeau d'Alexandre le Grand.
Alexandrie perd son rôle culturel d'autrefois, et devient un modeste port, qui transporte les céréales du pays vers le reste de l'empire. Autre conséquence, preuve de massacres importants : l’égyptien démotique (ou copte) s'impose comme la langue majoritaire d'Alexandrie et de toute l'Égypte, le grec déclinant fortement au profit du latin. Le début du IVe siècle verra un ultime sursaut du grec savant à Alexandrie, mais seule la variante démotique du grec restera parlée par la minorité hellénophone, et ce jusqu’au milieu du XXe siècle.
Autre conséquence majeure, le port d'Alexandrie, qui était l'un des poumons économiques de l'empire, décline car une grande partie des affréteurs et entrepreneurs sont décimés lors des massacres de Caracalla. Les contacts commerciaux avec des contrées lointaines disparaissent ou diminuent, et le trafic de marchandises s'effondre. Ainsi, par exemple, les échanges avec l'Inde, qui étaient fructueux depuis l'époque d'Alexandre le Grand, soit environ cinq siècles, s'étiolent. Des escales d'échanges commerciaux, établies sur les rives de la mer Rouge et jusqu'en mer d'Arabie (par exemple l'ile de Socotra), sont même abandonnées.

### La défense des frontières
Caracalla passe la plupart de son temps auprès de ses troupes et à la guerre.

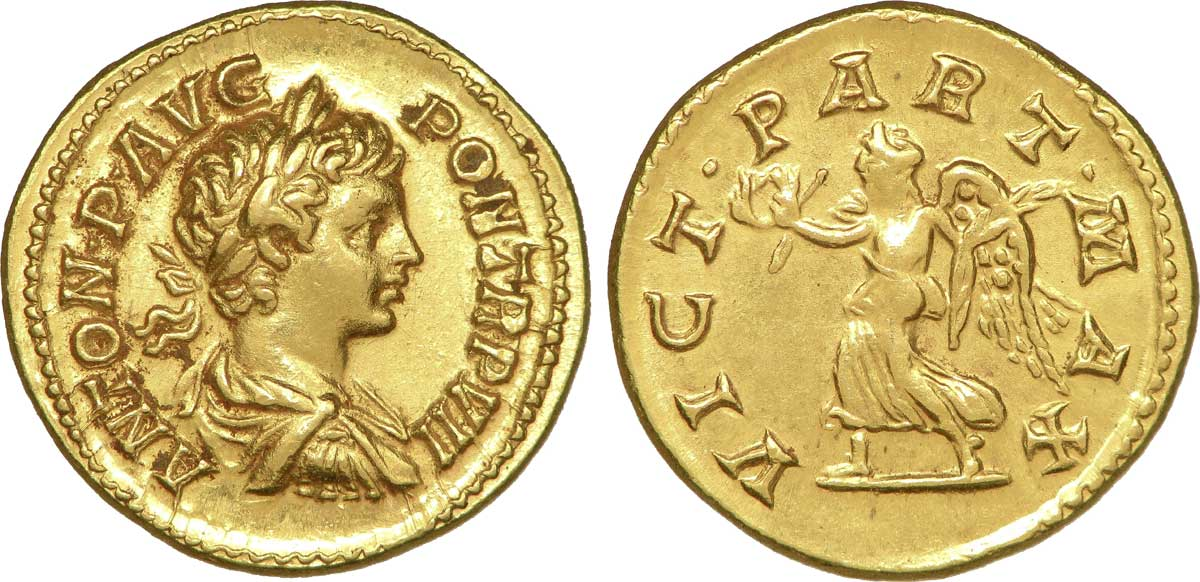
Aureus à l'effigie de Caracalla. Daté 204. Au revers : Victoria (la Victoire) debout à gauche drapée, marchant à gauche, tenant une couronne de la main droite tendue et une palme de la main gauche ; texte : « Victoria Parthica Maxima », (La grande victoire parthique). Sur l'avers : buste lauré, drapé et cuirassé à droite, vu de trois quarts en arrière ; texte : « Antoninus Pius Augustus Pontifex Tribunicia Potestate septimum », (Antonin pieux auguste pontife revêtu de la septième puissance tribunitienne).

À partir de 213, Caracalla mène plusieurs campagnes contre les Alamans à la fois sur le Rhin et sur le Danube. Victorieux sur le Main, il prend le surnom de Germanicus Maximus et assure une vingtaine d'années de paix au front occidental, jusqu'au règne de Sévère Alexandre.
En 216, il entre en guerre contre le royaume parthe et envoie une armée en Arménie. Lors de sa campagne, Caracalla demande en mariage la fille d'Artaban, le roi des Parthes.
La guerre contre les Parthes en Asie, et celle contre les Germains, vers le Rhin, vident les caisses de l'état. Aucune victoire décisive ne se déroule sous le règne de Caracalla. Durant le règne, de nombreux militaires provinciaux s'imposent et discutent les ordres, ou les projets de guerre de l'empereur.

## La constitution antonine
Caracalla accorde en 212 la citoyenneté romaine (constitutio antoniniana) à tous les habitants libres de l'Empire. Les nouveaux citoyens peuvent conserver leur droit et leurs coutumes aussi longtemps qu'ils le souhaitent : cette mesure n'impose en aucun cas le droit privé romain, ce que prouvent divers exemples :
- l'Égypte a livré après 212 de nombreux documents, où les nouveaux Romains ont maintenu leurs traditions locales, égyptiennes et grecques ;
- une inscription datée du règne de Gordien III (238-244) donne expressément aux coutumes locales la valeur de lois ;
- Justinien dénonce en 535-536 la survivance en Mésopotamie du mariage consanguin, tenu pour incestueux par les lois romaines, bien qu'en 295 Dioclétien et Maximien l'eussent prohibé en termes très énergiques.

Les motifs de cet édit ont été très discutés, avec d'autant plus d'acharnement, que les auteurs anciens en ont très peu parlé. Quatre siècles plus tard, le principe de la citoyenneté universelle est à ce point considéré comme allant de soi que le Code Justinien n'a pas jugé utile d'en reprendre le texte. Nous en possédons une unique copie dans le Papyrus Giessen 40 qui commence ainsi : « J'accorde la citoyenneté romaine à tous les étrangers domiciliés sur le territoire de l'Empire… ». Plusieurs raisons semblent devoir être prises en compte :
- le papyrus Giessen 40 laisse penser qu'en unifiant les sujets de l'Empire devant l'empereur et les dieux de Rome, Caracalla a voulu renforcer le pouvoir central impérial par l'abandon de la mention de la tribu dans l'état-civil et l'attribution à tous les nouveaux citoyens des tria nomina ;
- le juriste Ulpien estime qu'un Empire où le statut des personnes est plus uniforme allège la tâche des bureaux et des tribunaux. D'ailleurs, le besoin de juristes et de notaires se fait sentir au point que, pour satisfaire aux nouveaux besoins, s'organise l'école de droit de Beyrouth ;
- Dion Cassius, opposant de l'empereur, affirme que les pérégrins devenus citoyens romains doivent payer l'impôt sur les successions qui ne pesait que sur les citoyens romains, et dont Caracalla vient de porter le taux de 5 à 10 %.

## Mort
Caracalla devient au cours de son règne un véritable tyran militaire, particulièrement impopulaire, sauf auprès des soldats.
Alors qu'il se rend d'Édesse vers l'empire parthe pour y faire la guerre, il est assassiné près de Harran le 8 avril 217, d'un coup de glaive, par Martialis. Le préfet du prétoire Macrin, souvent soupçonné d'avoir commandité l'assassinat, lui succède.
Le corps de Caracalla est incinéré (ou peut-être tout simplement inhumé, car ses obsèques sont célébrées en toute discrétion et rapidement) et ses cendres sont placées dans le mausolée d'Hadrien.

## Noms et titres

### Noms successifs
- 188, naît Lucius Septimius Bassianus
- 196, fait César par son père : Marcus Aurelius Antoninus Cæsar
- 198, fait Auguste par son père : Imperator Cæsar Marcus Aurelius Antoninus Augustus
- 198, à la suite de la victoire de son père sur les Parthes : Imperator Caesar Marcus Aurelius Antoninus Pius Augustus Parthicus Maximus
- 200, prend le surnom de Felix : Imperator Cæsar Marcus Aurelius Antoninus Pius Felix Augustus Parthicus Maximus
- 209, à la suite de la victoire de son père sur les Calédoniens : Imperator Cæsar Marcus Aurelius Antoninus Pius Felix Augustus Parthicus Maximus Britannicus Maximus
- 211, accède à l'Empire : Imperator Cæsar Marcus Aurelius Severus Antoninus Pius Felix Augustus Parthicus Maximus Britannicus Maximus Germanicus Maximus
- 217, titulature à sa mort : Imperator Cæsar Marcus Aurelius Severus Antoninus Pius Felix Augustus Parthicus Maximus Britannicus Maximus Germanicus Maximus, Pontifex Maximus, Tribuniciæ Potestatis XX, Imperator III, Consul IV, Pater Patriæ.

### Titres et magistratures
- Consul en 202, 205, 208 et 213
- Détient la puissance tribunitienne à partir de 198, renouvelée tous les ans le 28 janvier[18],[7]
- Pater patriae en 211

## Dans la culture populaire

### Cinéma
- Gladiator II, film de Ridley Scott sorti en 2024, dans lequel l'empereur Caracalla est interprété par Fred Hechinger.